# 阿普歇伦半岛

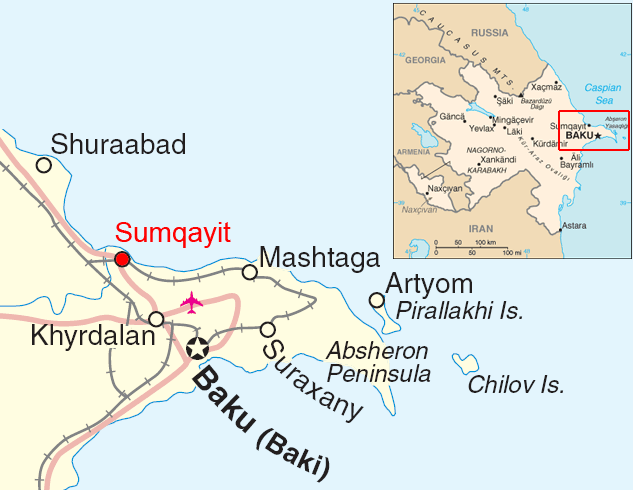
阿普歇伦半岛

阿普歇伦半岛也称阿普舍隆半岛（Absheron），位于阿塞拜疆东部，深入里海60公里，最宽处30公里。为大高加索山脉东部的延伸部分，主要由起伏轻微的平原组成，分布有沟壑和盐湖。主要农业生产为种植葡萄和茶。阿塞拜疆首都巴库位于半岛南岸。富石油资源。半岛的最东端名为沙赫沙丘，2005年2月8日被指定为阿布歇隆国家公园。